# Death Has a Shadow
"Death Has a Shadow" é o episódio piloto da série de animação norte-americana Family Guy. Originalmente, foi transmitido na rede de televisão Fox Broadcasting Company nos Estados Unidos após o evento Super Bowl XXXIII, na noite de 31 de janeiro de 1999. Baseado em The Life of Larry, do criador e comediante Seth MacFarlane, o episódio é um remake do piloto originalmente produzido para a série. No episódio, Peter Griffin perde seu emprego após beber demais em uma despedida de solteiro e adormecer durante seu horário de trabalho. Ele pede à Assistência Social que lhe pague um cheque por invalidez, para garantir o bem-estar familiar e impedir que Lois Griffin, sua esposa, saiba sobre a sua demissão. Contudo, a quantia recebida é muito maior do que o esperado. Sua esposa descobre o que aconteceu e Peter é obrigado a devolver o dinheiro para os contribuintes, atirando-o enquanto pilota um dirigível sobre o estádio onde acontece o Super Bowl. Ele é posteriormente detido e precisa aguardar o resgate da sua família.
A base para Family Guy foi o filme de MacFarlane The Life of Larry, criado como sua tese em 1995, quando estudava na Escola de Design de Rhode Island. Uma sequência foi produzida em 1996, intitulada Larry & Steve, que foi transmitida em 1997 como segmento do World Premiere Toons, do canal de televisão Cartoon Network. As duas curtas chamaram a atenção da Fox, que obteve contato com o criador em 1999 para que ele desenvolvesse uma série chamada Family Guy, baseada nos filmes. Um episódio piloto foi desenhado com orçamento de 50 mil dólares e a série foi aceita pela equipe de produção.
As críticas para o episódio foram em grande parte positivas. Um crítico chegou a fazer uma comparação entre Family Guy e The Simpsons, outra série de animação. De acordo com o sistema de medição de audiências Nielsen Ratings, "Death Has a Shadow" foi assistido por 22.01 milhões de agregados familiares durante sua exibição original nos Estados Unidos. O episódio foi escrito por MacFarlane e dirigido por Peter Shin, e conta com a participação especial de Pat Summeral e vários dubladores de personagens secundários.
Em um episódio da décima temporada, "Back to the Pilot", dois personagens da série, Brian e Stewie, voltam atrás no tempo até "Death Has a Shadow".

## Produção

### Concepção e contexto

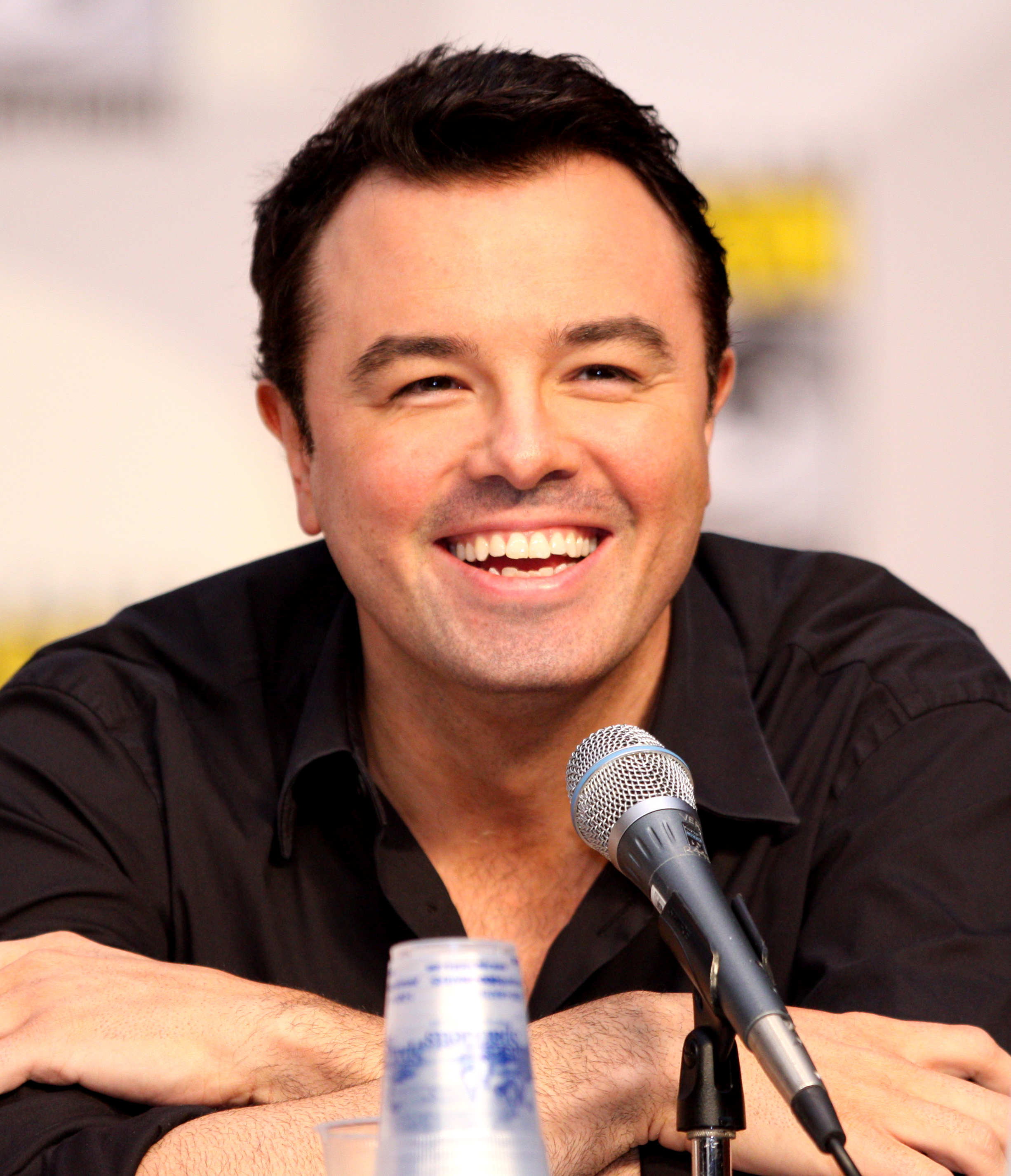
O criador de Family Guy, Seth MacFarlane, foi quem escreveu "Death Has a Shadow".

Inicialmente, MacFarlane criou Family Guy em 1995 enquanto estudava animação na Escola de Design de Rhode Island. Durante o seu tempo na faculdade, ele fez a sua tese para o filme The Life of Larry, que mais tarde foi enviado ao estúdio de animação Hanna-Barbera por seu professor, e assim, MacFarlane foi contratado pela companhia. Em 1996, escreveu uma sequência para o filme, que intitulou de Larry and Steve, o qual teve a participação de um personagem de meia-idade, Larry, e um cachorro intelectual, Steve. O curta foi exibido em 1997 como parte da World Premiere Toons, da Cartoon Network.
Ainda em 1997, enquanto escrevia para a Hanna-Barbera, MacFarlane planejou desenvolver os curtas de Larry para que tornasse uma pequena série de filmes para a MADtv; no entanto, o projeto foi abandonado pois não havia à época um orçamento grande o suficiente para produzir qualquer tipo de animação. A ideia continuaria a ser desenvolvida, transformando-se numa possível série de televisão, ao mesmo tempo que os personagens Larry e Steve formaram a base para Peter e Brian, respectivamente. Durante o ano, um executivo de desenvolvimentos apresentou MacFarlane para os comediantes alternativos Mike Darnell e Leslie Collins, com o objetivo de colocar a Hanna-Barbera de volta à atividade no horário nobre. Após um ano, MacFarlane contatou Collins na rede de televisão Fox Broadcasting Company, que fez uma reunião com Seth e os executivos da companhia para criar uma série com base nos personagens, que se chamaria Family Guy.
A Fox propôs ao criador que fizesse um curta de 15 minutos, e lhe forneceu um orçamento de 50 mil dólares. Com a produção do episódio autorizada, MacFarlane trabalhou numa premissa inspirada em séries assistidas pelo próprio nos anos 80, como The Fonz and the Happy Days Gang e Rubik, the Amazing Clube.

### Procedentes e desenvolvimento
A produção inicial do piloto de Family Guy começou em 1998, e levou seis meses para se concluir. Relembrando a experiência em uma entrevista para o jornal The New York Times, MacFarlane disse:
| “ | Eu fiquei cerca de seis meses sem dormir e sem ter vida, apenas desenhando como louco em minha cozinha e fazendo este episódio. | ” |

Com a finalização do piloto, o episódio foi transmitido na televisão. "Death Has a Shadow" foi o primeiro episódio de Family Guy a ser exibido. Escrito por MacFarlane, foi o primeiro a ser dirigido por Peter Shin. e participações especiais no episódio incluem Lori Alan como Diane Simmons, Carlos Alazraqui como Jonathan Weed, Mike Henry como Cleveland Brown, Billy West, Fred Tatasciore, Joey Slotnick, Phil LaMarr, Wally Wingert e o cartunista Butch Hartman como diversos personagens. "Death Has a Shadow" foi transmitido pela Fox Broadcasting Company logo após a emissão do evento Super Bowl XXXIII na noite de 31 de janeiro de 1999.

### Alterações no enredo
Para "Death Has a Shadow", diversas mudanças foram feitas desde o esboço original. Em Family Guy, Lois é ruiva, enquanto no primeiro piloto era loira. Originalmente, ela descobriria que Peter perdeu seu emprego, e no fim, ele não conseguiria outro trabalho nem se tentaria receber algum benefício da previdência social. A ideia de Peter recorrer à previdência e ficar repentinamente rico foi uma sugestão do produtor executivo David Zuckerman, que tinha o objetivo de adicionar um enredo maior ao episódio. Várias sequências e piadas foram integradas a partir da tese The Life of Larry, incluindo a sequência onde a família Griffin assiste ao filme dramático Filadélfia (1993) e uma breve sequência em que Peter flatula pela primeira vez aos trinta anos de idade.

### Escolha do elenco
MacFarlane fez parte do elenco principal da série, onde dubla quatro dos personagens principais: Peter Griffin, Brian Griffin, Stewie Griffin e Glenn Quagmire. Ele próprio escolheu dar voz a eles, acreditando que seria mais fácil retratá-los da forma imaginada por si do que uma pessoa dublá-los do jeito que gostaria. MacFarlane teve a inspiração para a voz de Peter a partir da fala de um guarda com quem conversou enquanto estudava na Rhode Island School of Design. Já a voz de Stewie foi baseada no ator inglês Rex Harrison, especialmente em seu desempenho no musical My Fair Lady (1964). Para dublar Brian, o criador costuma usar a sua voz natural. Ele também dá voz a personagens secundários, como o vizinho da família Griffin, Glenn Quagmire, o jornalista Tom Tucker, o pai de Lois, Carter Peterschmidt, ou àqueles que aparecem por apenas uma e única vez na série.
Alex Borstein interpretou a personagem principal Lois Griffin, a jornalista asiática Tricia Takanawa, Loretta Brown e a mãe de Lois, Barbara Peterschimdt. Borstein recebeu uma proposta para dublar no piloto original enquanto trabalhava na MADtv, e sem conhecer MacFarlane nem seu trabalho, afirmou que o projeto não seria visto pelas pessoas. Naquele momento, ela interpretava uma mãe ruiva, cuja voz era baseada em uma de suas primas. A dublagem era originalmente mais lenta, porém quando MacFarlane a escutou, disse "Faça isso ser menos [...] irritante... e acelere isso, ou cada episódio terá duração de quatro horas". Seth Green foi escolhido para dar voz a Chris Griffin e o farmacista Neil Goldman. Durante a sua audição, Green revelou que dublou a voz do personagem Buffalo Bill do filme O Silêncio dos Inocentes (1991). Sua principal inspiração para interpretar Chris foi uma visão de como seria a voz de Buffalo Bill se ele falasse como um atendente de drive-thru do restaurante McDonald's. Lacey Chabert dublou Meg Griffin durante toda a primeira produção da série (15 episódios), mas por causa de um contrato, ela nunca foi creditada. Ela posteriormente abandonou o trabalho devido ao pouco tempo que tinha para o seu papel na série Party of Five e também trabalhos escolares, sendo substituída por Mila Kunis.

## Enredo
Quando Peter Griffin recebe um convite para uma despedida de solteiro na casa de seu vizinho Glenn Quagmire, sua esposa Lois pede-lhe para que não beba. Peter diz que não irá fazer isso, mas ao ser incentivado por Glenn, fica bêbado e sofre de ressaca no dia seguinte, dormindo na mesa da cozinha durante o café da manhã. Lois fica irritada, porém quando ele promete que nunca mais voltará a beber, ela decide perdoá-lo. Peter dorme durante o seu trabalho como inspetor de segurança na fábrica de brinquedos Happy-Go-Lucky e é demitido por negligência, já que muitos "brinquedos" perigosos (machados, canivetes, torradeiras, pílulas perigosas e outros) são lançados no mercado. Para não desapontar Lois novamente, ele decide manter isso em segredo. Contudo, quando Brian, após saber disto por Peter, lhe fala para pensar no bem-estar da família, ele se inscreve num programa de assistência social e fica em choque ao saber que a primeira contribuição mensal recebida é de 150 000 dólares, por causa de um ponto decimal que está deslocado.
Peter compra presentes caríssimos para a sua família, como a estátua de David de Michelangelo, uma piscina e um barco de esqui. Os filhos de Peter e Lois — Meg, Stewie e Chris — descobrem que o seu pai está desempregado e ele tenta convencê-los a não contarem o acontecido a Lois, que acaba sabendo da notícia quando encontra a contribuição do mês seguinte na caixa de correio. Peter é obrigado a devolver o dinheiro extra, jogando-o para as pessoas que estão no evento Super Bowl XXXIII através de um dirigível. Todavia, o dirigível cai.
Peter e Brian são apanhados e presos pelos seguranças quando o dirigível cai e são posteriormente processados por causa da fraude. Lois pede ao juiz para que perdoe o marido e acaba sendo presa também. Stewie usa um dispositivo controlador de mentes para que possa libertar seus pais e o cão da pena a que foram sentenciado, além de devolver o emprego de seu pai. O episódio termina com as coisas voltando ao normal e Peter pensa em novos modos de ganhar dinheiro, mostrando que não aprendeu nenhuma lição com a situação por que passou.

## Referências culturais

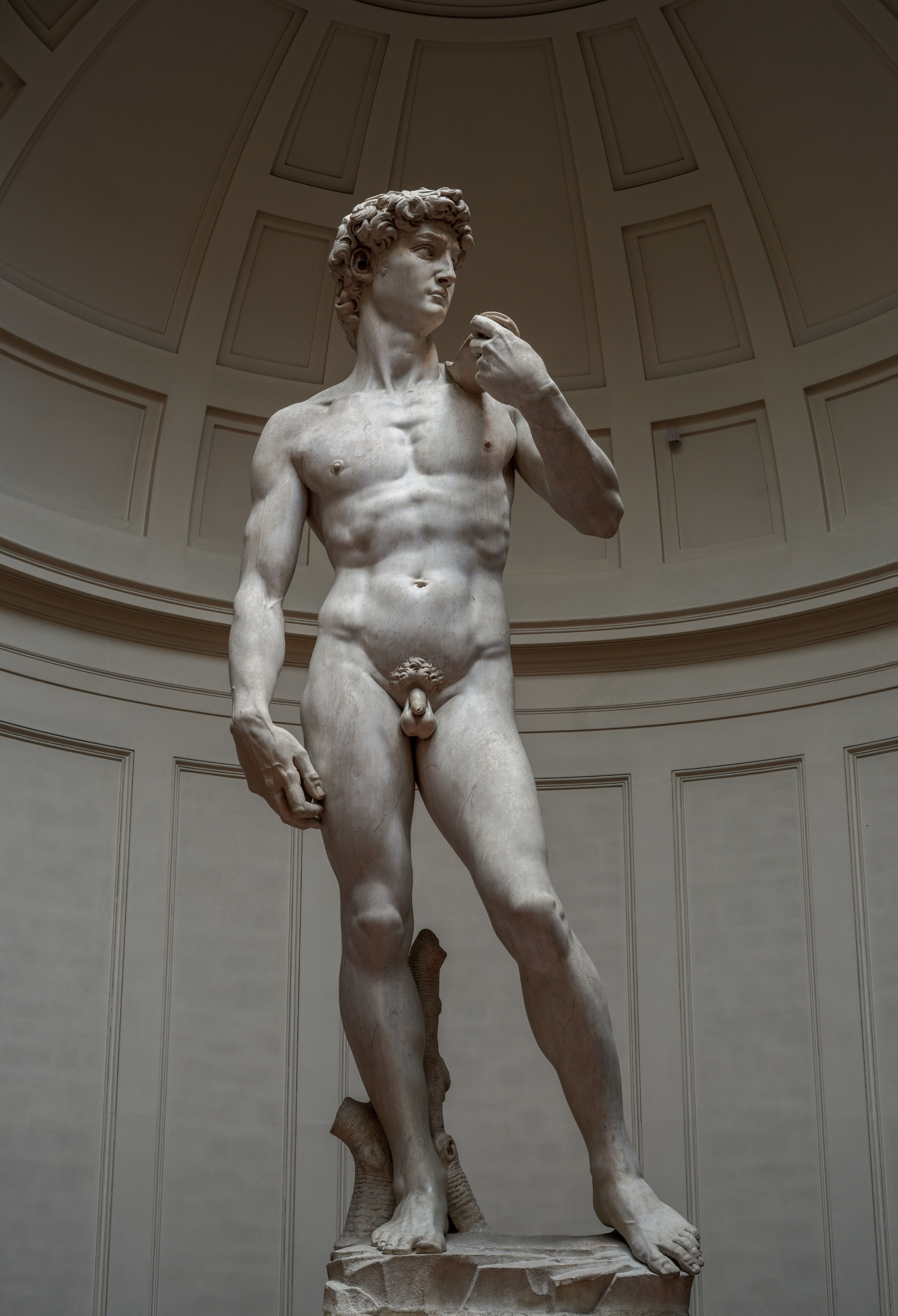
A estátua de David de Michelangelo foi comprada por Peter no episódio.